# 跨年
跨年指從舊年歲末到新年歲初（即一年的最后一天晚上到第二年的第一天凌晨）的时间段和相关庆祝活动。
21世紀流行橫跨午夜的跨年派對，多用香檳慶祝。世界上很多大城市於12月31日會擇定地標、河岸或市中心高樓舉行煙火匯演。子夜禮炮則有香港的怡和午炮及蘇格蘭愛丁堡城堡。

## 在中国的历史
7世紀《晉書》有記錄「沉雨跨年」。
清末时跨年指由農曆除夕跨農曆元旦。
自1912年中華民國臨時大總統孫中山宣布政府改以公曆定義除夕和元旦，1920年代起民間在會計和房租契約漸漸以公曆定義跨年，即公曆除夕（12月31日）進入公曆元旦（1月1日）。由於除夕的定義問題，直至1960年代末，中國大陸的公曆跨年晚會多在“12月31日除夕”舉行。
1980年代起12月31日的慶祝活動在中文里主要以“跨年”稱之，例外是1979年-2000年代江蘇省各佛寺的的「除夕聽鐘聲」（即12月31日晚倒數，2000年代起僅有蘇州寒山寺保留除夕鐘聲指12月31日的用法）以及12月31日的香港倒數。

## 在世界各地的慶祝活动

### 歐洲

#### 西班牙
西班牙人傳統上會在元旦前夜的晚餐中進行家庭聚餐，食物包括大蝦、羊肉或火雞。倒數活動方面，主要集中於馬德里太陽門廣場一座建築物上的鐘樓。當午夜十二時響起後，每響一下，参与倒數的人便吃一顆葡萄，共12顆。
這個傳統始於1909年，因為葡萄的生產出現嚴重過剩，故農民便想以這個方法來消耗過多的葡萄。到了今時今日，這個傳統已是所有西班牙人所接受，而「12顆葡萄」亦成為了元旦的同義詞。當鐘聲響完後，人們便會問候對方，並以氣酒慶祝。

#### 法國
法國人在元旦前夜會吃一餐傳統的晚餐，包括鵝肝及香檳等法國菜，形式可以是家庭、朋友聚餐，也可以是舞會。大型跨年活動在巴黎香榭麗舍大道舉辦，午夜於凱旋門頂部會施放跨年煙火。踏入新年後，人們便會分享他們的來年大計，有時會交換禮物。

#### 英國

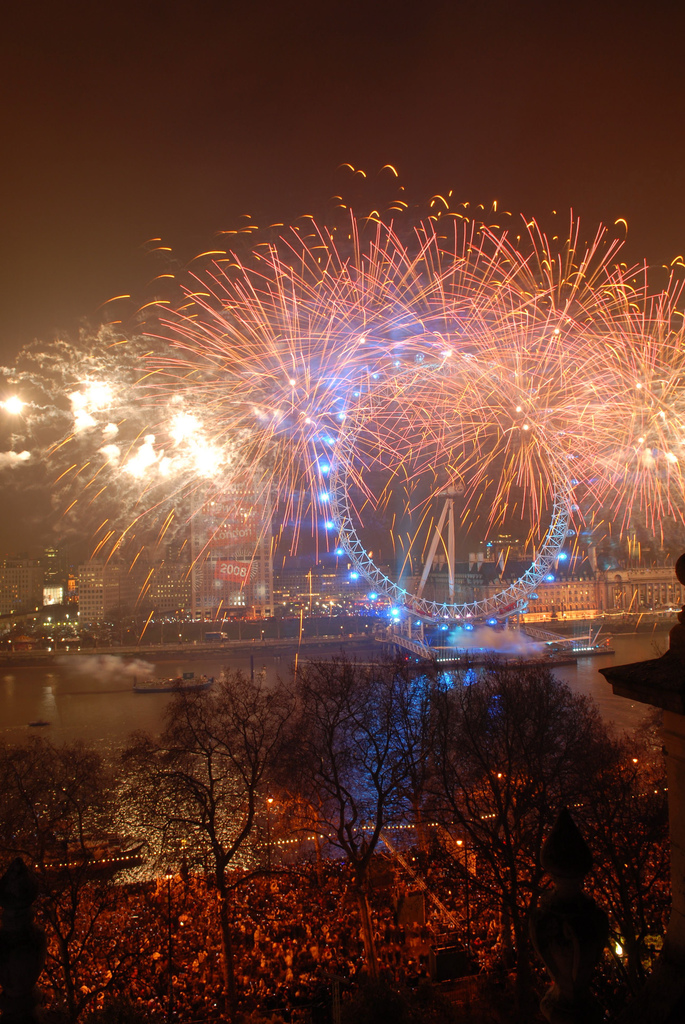
伦敦市中心伦敦眼附近的烟花

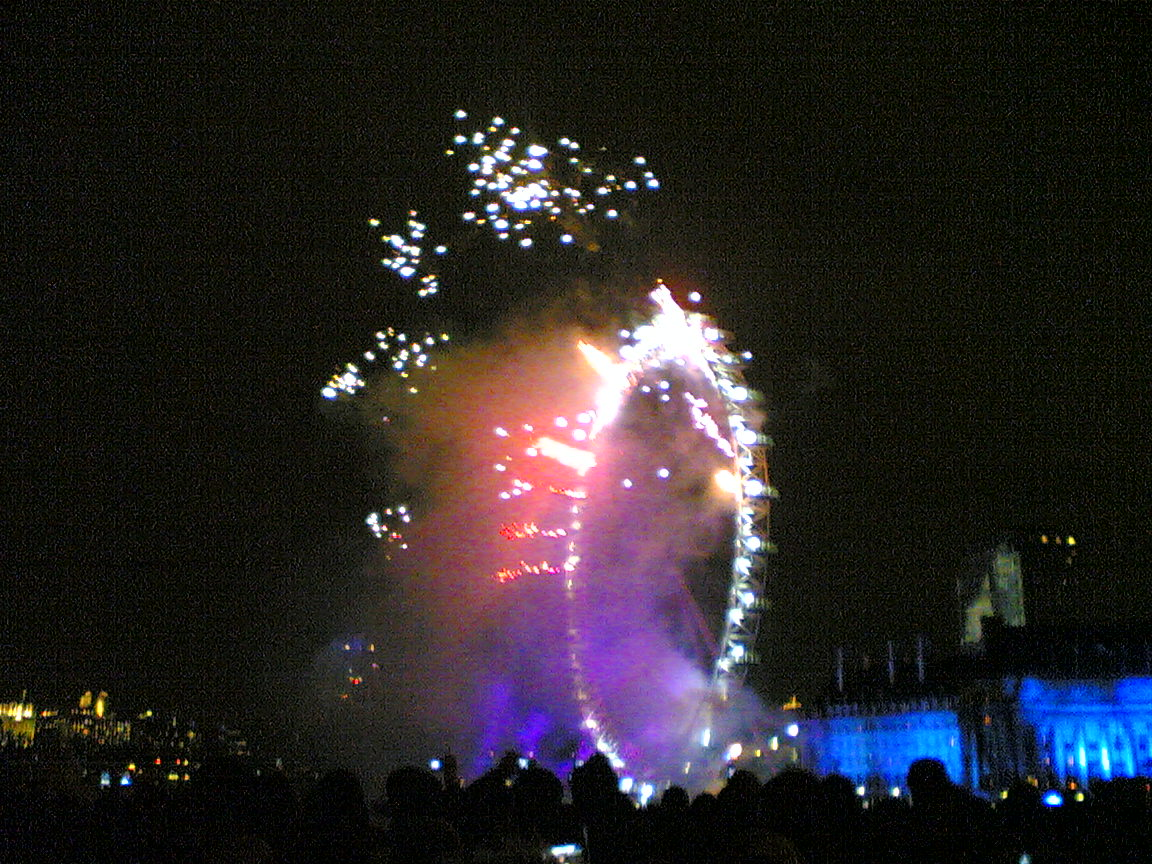
倫敦眼的煙花

倫敦的大笨鐘底下倒數是跨年的主要慶祝活動。倫敦眼摩天輪建成後，10分鐘的大型煙花匯演便在該處一帶舉行，由2005年起更直接在摩天輪上發射煙花。
蘇格蘭人通常會在元旦前夕唱蘇格蘭傳統歌曲《Auld Lang Syne》（意譯「逝去已久的日子」，中文慣譯《友誼萬歲》）。愛丁堡城堡內除發放煙花外亦有子夜禮炮迎接新的一年。

### 大洋洲

#### 紐西蘭
紐西蘭極為接近國際換日線，是南半球最早迎接元旦的國家之一，比澳洲東部快2小時（紐西蘭在元旦期間實行夏令時）。奧克蘭天空塔上空有煙火滙演。最早迎接元旦的是西薩摩亞及基里巴斯加羅林島。

#### 澳洲

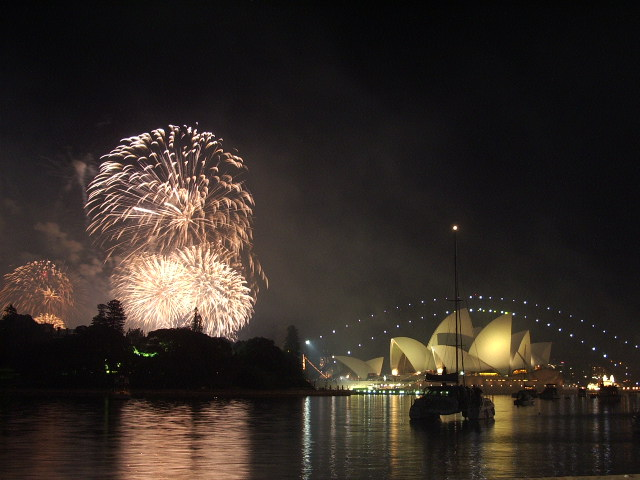
2005年跨年夜澳大利亚悉尼的煙花匯演

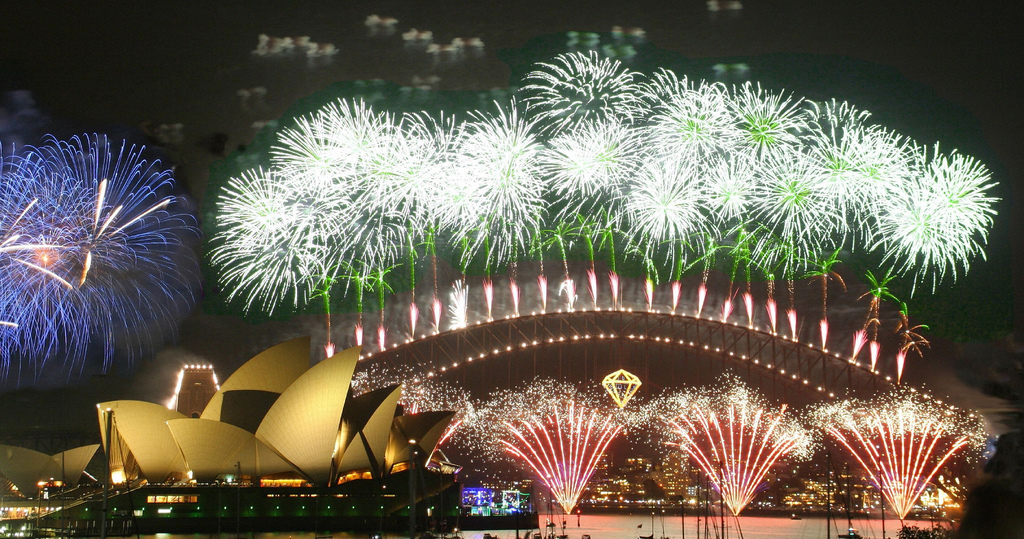
2006年澳大利亚悉尼跨年夜的煙花匯演

由於澳洲接近國際換日線，為繼新西蘭後第三個南半球國家慶祝新一年的來臨，故吸引了大量遊客到此歡度元旦前夕。在澳大利亚最大城市悉尼，每年吸引達120萬名遊客慶祝跨年，僅次於巴西里約熱內盧科帕卡巴納海灘的逾200萬名遊客，成為第二大的跨年夜慶祝活動。傳統上，於踏入翌年1月1日的那一刻，悉尼港便會舉行大型煙花匯演，發射超過8萬發的煙花，沿著悉尼海港大橋以及悉尼港沿岸6公里的4個煙花發射點，使悉尼港方圓16公里的30萬名國際遊客均可觀賞這場規模龐大的煙花匯演。澳洲昆士蘭不調整夏令時，所以會慢於悉尼，墨爾本和坎培拉1小時慶祝新年。悉尼歌劇院就是主要慶祝陽曆新年的地點。
西澳珀斯港口燃放煙花慶祝元旦。

### 北美

#### 美國

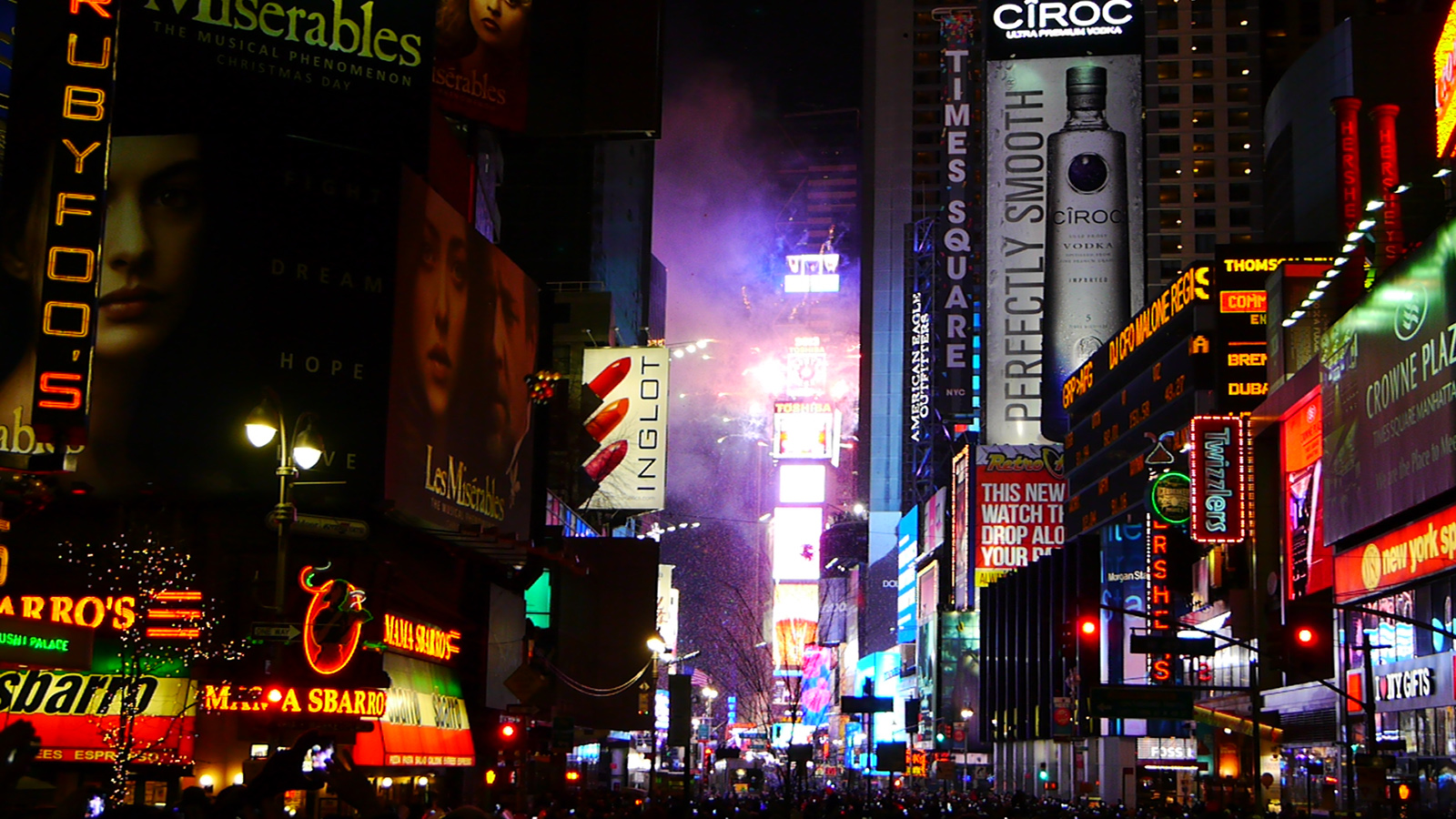
紐約時代廣場的倒數活動

在美國，新年前夕的慶祝活動包括正式的聚會和音樂會、家庭活動，以及大型公眾活動，例如煙火表演和“降球”。
自1903年開始。從1907年12月31日，紐約市的時報廣場一期均會在跨年倒數時舉行「降球儀式」，並向整個美國進行廣播，成為美國慶祝跨年夜的一個主要的傳統儀式。每年跨年夜的23:59:00開始，那個重1070磅、長6英尺的水晶球便開始在時報廣場的頂處徐徐降下，並於00:00:00剛好到達底處。由於紐約市被暱稱為「大蘋果」，故又有稱之為「蘋果倒數」，於1982年至1988年期間，主辦單位更真是使用蘋果形的水晶球進行儀式。而這個儀式是起源於20世紀初降下時間球報時的方式。跨年特别电视节目《迪克·克拉克的跨年搖滾夜》会直播这项仪式。
從1956年到1976年，蓋伊·倫巴多和他的「皇家加拿大人」樂團通過CBS直播（加拿大直播公司為CBC），在紐約市公園大道的Waldorf-Astoria酒店宴會廳舉行音樂會。在1977年倫巴多去世後，皇家加拿大人繼續在CBC和CBS播放直到1978年為止。

#### 加拿大
加拿大新年前夕的傳統和慶祝活動因地區而異，但通常與美國相似，重點是社交聚會和公眾慶祝活動（例如音樂會和煙火表演）。
1992年，素描喜劇團加拿大皇家航空公司開始在CBC電視台播放年度特寫，特色草圖諷刺了一年的主要活動和新聞故事。雖然原來的1992年版本是一次性的特別，法魯斯年的劇集繼續作為Air Farce電視連續劇從1993年到2008年 - 在2008年12月31日播出系列節目的常規特色。電視系列，原始演員繼續參加新年前夕特色節後的幾年。
法語網絡Ici Radio-CanadaTélé播放了自己的年度元旦前夕喜劇特輯《再見》。與法爾斯年不同，再見由各種喜劇演員提出;最初運行從1968年到1998年，它在2006年由魁北克省岩石和貝爾斯Oreilles復興。其2008年版由Québécois電視人物VéroniqueCloutier主持和合作，成為臭名昭著的許多觀眾認為是進攻的草圖，包括加拿大英語的樂趣，然後美國總統當選歐巴馬。

### 拉丁美洲

#### 厄瓜多爾
厄瓜多爾人在慶祝跨年時，會將用木、報紙或白紙製作的擬人化塑像隨著煙火燒掉。這些塑像代表過去一年發生的不好的事情，燒掉它們有送舊迎新之意。有時這些塑像會代表被討厭的人物，與中國廣東地區的打小人有異曲同工之處。

#### 巴西

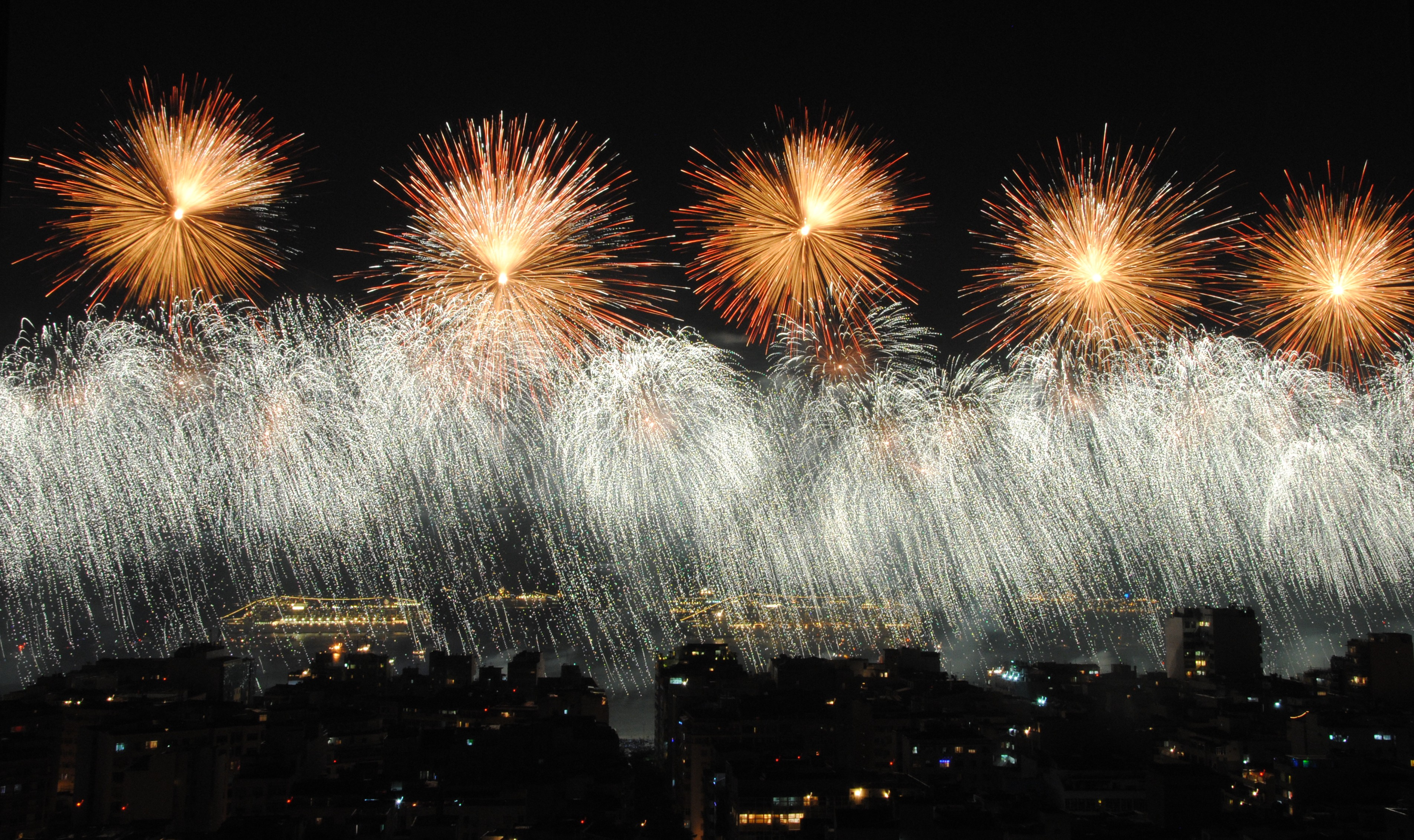
里約熱內盧的科帕卡巴納（Copacabana）在元旦前夕舉行了世界上最大的煙花匯演之一

元旦前夕，大部份巴西城市，無論是大城市還是只是中等規模的市鎮，都會發放大量煙花慶祝，並有特別的歌舞表演助興。其中，最著名的慶祝活動位於里約熱內盧的科帕卡巴納海灘，每年共吸引超過200萬名遊客參予。
聖保羅著名的聖西佛斯公路賽跑，穿越聖保羅人大道和市中心的街道，每年吸引不少馬拉松健兒參加。該賽事從1925年創立以來，都是在元旦前夕的23:00開始比賽。1989年，為遵守世界田徑總會的規定，才將比賽時間提前到下午。

### 亚洲

#### 中国大陆
在中国大陆，虽然直到公历新年几周及一個月後才到农历新年，公历新年的庆祝活动依然在一些城市举行，特别是在北京、上海、广州和厦门。在北京朝阳SOLANA蓝色港湾的购物公园里已经开始举办放烟花和摇滚乐表演的庆祝活动，而文艺演出和其他一些活动已经在天坛公园、太廟和颐和园举行。而自2011年以来，在上海外滩已经开始在元旦倒数前几分钟举办3D灯光音乐汇演。许多电视台举办“跨年演唱会”。
2020年-2021年，因2019冠状病毒病疫情仍在全球肆虐，中国大陆部分地区宣布取消跨年活动。

#### 香港
香港通常將陽曆、農曆的新年前一夜都稱為「除夕」，若有需要才以前置「西曆」、「農曆」作區別。香港華人雖以農曆新年為歲首，但在跨年時，維多利亞港兩旁的香港摩天大樓都掛上了慶祝聖誕節及元旦的燈飾，加上在維港舉行的鐳射燈光音樂匯演幻彩詠香江會特別加插煙火表演，故此吸引大批市民到中環及尖沙咀海旁觀賞。
香港早在1997已有除夕煙花匯演，但因成本太高所以在1998年至2006年停辦。2007年在國際金融中心二期大樓首次引入煙火秀。但在2012年新鴻基地產不再贊助後，2013年除夕倒數煙火匯演改由新世界發展贊助至2015年，後又由不同贊助商贊助煙花匯演至今。由2018年香港除夕倒數煙花匯演是中國旅遊集團為慶祝九十週年成立以舉行，是歷年來最大規模的跨年煙花匯演。
香港亦有不少地點舉行倒數活動，較熱鬧的地點包括香港銅鑼灣時代廣場、怡和午炮、尖沙咀廣東道及中環蘭桂坊等等。其中時代廣場的倒數活動，是仿效美國紐約時報廣場的倒數活動，又稱「蘋果倒數」。但自2014年停辦後， 連續四年沒有舉辦此活動。而近年落成的一些大型商場，如觀塘apm、旺角朗豪坊及大角咀奧海城等，均會舉行大型倒數活動，以增加商場的人流。
銅鑼灣怡和午炮在元旦子夜時會發放子夜鳴炮迎接新的一年來臨。香港的子夜禮炮是由蘇格蘭的愛丁堡城堡傳入的，所以每年新年都會有風笛來演奏友誼萬歲來送走舊歲
由2007年12月31日起，隨著香港數碼地面電視在當天正式啟播，當日首度舉辦的國際金融中心倒數活動——除夕倒數詠香江亦順理成章地首次採用高清製作，更是香港的倒數活動首次作全球播放。而往後每年的除夕倒數詠香江倒數活動亦加入煙花在維多利亞港上空發放以增加氣氛，電視台當晚普遍會作現場直播。現在主要以香港會議展覽中心二期作倒數。
2007－2012年新鴻基地產聯同國際金融中心在元旦前夕舉辦除夕倒數詠香江外牆煙火及燈光匯演，2009年並由何詩詩等人一起合唱該主題曲《明天出發》。 
2013年起更於維多利亞港舉行大型除夕煙花匯演「香港除夕倒數」，是香港自1997年後再度於除夕夜在維港發放煙花。
在新界，沙田區有除夕倒數嘉年華，另外大埔超級城及上水廣場也有倒數，荃灣則每年在不同的商場均有除夕倒數活動（如2008年除夕的「荃城倒數迎東亞」除夕倒數活動，由路訊通製作；2010年除夕則在荃灣廣場舉行，名稱為「荃城狂歡除夕倒數迎2011」），讓新界東西兩地的居民不用前往市區也可以在區內迎接新年來臨。大埔慈山寺會進行跨年叩鍾儀式，送別舊的公曆一年。
香港曾是英國殖民地，倒數完畢後按習俗同樣會播出「Auld Lang Syne」（友誼萬歲）將舊的一年送別，還有子夜嗚炮，意味香港已經步入新一年，有新開始。但是，在香港的西方人均會到怡和午炮慶祝元旦，华人大多在維多利亞港兩岸欣賞煙火匯演。香港为迎接1997年香港回歸，烟花活动之後停辦多年至2014年，再次在除夕之夜發放煙花一直至現在。
在2017年12月31日晚上傍晚時分，位於香港國際機場附近一個跨境大橋港珠澳大橋在當日晚上隆重開幕，當晚有盛大的煙火匯演。
2019年，因反修例事件而取消除夕煙花匯演， 香港旅遊發展局推出除夕倒數大抽獎取代煙花匯演。
2020年，香港旅遊發展局在2020年12月4日宣布，因2019冠狀病毒肆虐，為避免人多聚集而取消所有跨年倒數節目，包括維港兩岸的煙花匯演。
2021年，香港旅遊發展局維多利亞港兩岸舉辦大型煙火匯演，因限聚令及2019冠狀病毒病而第三度取消 。而除夕倒數活動則改爲移師至西九龍文化區M+舉辦香港跨年倒數音樂會。當晚會有本地流行歌手江海迦、許廷鏗、李幸倪及本地男子組合MIRROR，加上香港管弦樂團。怡和子夜禮炮依然繼續。並有舞台煙火及實體無人飛機表現。名為《2021美麗的夜香港跨年演唱會》。除了子夜禮炮外，由2021年12月10日起，尖沙咀香港文化中心外的前九廣鐵路的鐘樓重響鐘聲。
此外，香港旅發局復辦加強版除夕倒數詠香江，及加插煙花效應迎接2022年。無線電視翡翠台在大嶼山寶蓮寺，中環街市及中環海濱長廊舉辦倒數活動。
2023年因疫情回隱， 港府為響應香港日夜繽紛，所香港恢復舉辦大型活動,包括跨年煙花匯演. 是次煙花由北京市煙花爆竹有限公司為香港跨年煙花匯演設計.
2024香港跨年煙花匯演同樣是由北京市煙花及爆竹有限公司設計。

#### 澳門
澳門通常將陽曆、農曆的新年前一夜都稱為「除夕」。澳門的元旦前夕有很多活動。市民通常會在政府、電視台所舉辦的慶祝活動。而場地包括有：澳門觀光塔、龍環葡韻、議事亭前地、塔石廣場等。
2016年，因中國內地煙火商未能將煙火供應予澳門，所以這年度澳門除夕煙火匯演停辦。
2020年，旅遊局和旅遊塔的新曆除夕煙花匯演和倒數活動，因受鄰近地區包括中國大陸和香港COVID－19疫情已取消。 首次因疫情取消新舊曆新年一起取消煙花匯演。
2021年，受疫情影響，跨年活動和煙花匯演繼續取消。鄰埠與澳相鄰的香港，如常慶祝，並慶祝香港回歸廿五周年。

#### 日本
日本自明治維新起改用格里曆取代農曆，將除夕定於格里曆12月31日。在這個改動的同時，日本也把原來的農曆年（舊正月）的習俗和傳統儀式提早於西曆元旦進行，民眾通常會參拜各地神社、佛寺祈求新年平安，稱為「初詣」。日本跨年夜的另一特別行事則是日本放送協會（NHK）的大型賀年音樂節目——，各大商業電視網也會於跨年夜推出特別節目。

#### 臺灣

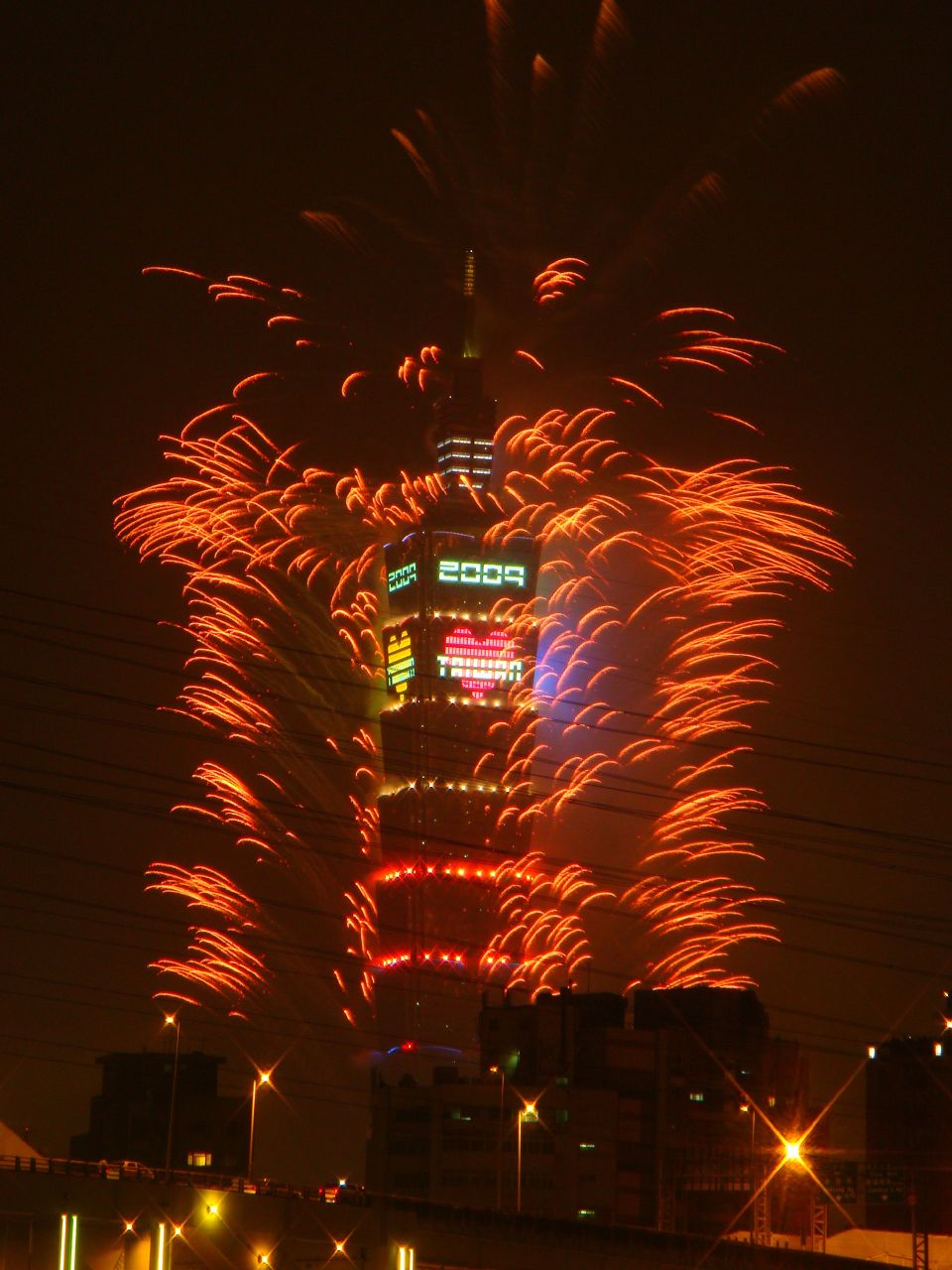
台北101跨年煙火表演

傳統上，漢人採用農曆（舊曆），較重視「春節」，而原住民族亦有固有一年一度的祭典（如豐年祭），也是年節的一種。日治時期臺灣總督府開始提倡以新曆取代舊曆，元旦變成春節，但整體而言成效不彰，當時臺灣人稱舊曆年為「咱的年」（Lán ê nî），新曆年為「日本年」。
國民政府遷台後，元旦同時也是開國紀念日，以政治意涵的的升旗典禮、健行等為主，前夜的「跨年」並不流行舉辦活動。但1990年代後，各縣市政府普遍舉辦跨年晚會，取代早期看電視過年的習慣，部分電視台甚至會將跨年當天的晚間新聞提前播出，以全程直播晚會現場實況。
各縣市跨年晚會皆以演唱會帶動現場狂歡氣氛，23時59分就會以最關鍵的倒數送別去年、迎接嶄新的一年，並施放煙火大舉慶祝，其中台北101跨年煙火表演、義大世界跨年晚會最受矚目。跨年夜後，元旦清晨再到高山上迎接曙光或參加升旗典禮。
2022年時，也有臺灣民間信仰的寺廟（例如大天后宮等古剎），借鏡日本習俗，於子時一刻敲鐘108下。

#### 韓國
在韓國，最大的慶祝活動位於首都首爾，在那裡舉行敲響普信閣鐘聲33響活動於午夜和煙火匯演。

#### 朝鮮
在朝鮮民主主義人民共和國，最大的慶祝活動位於首都平壤的人民大學習堂和煙花的時鐘鐘聲顯示沿著金日成廣場、主體思想塔及周邊地區信號展開新的一年。然而，在平壤慶祝新年也標誌著朝鮮日曆或主體年基於1912年4月15日，以建國領導人金日成出生日期為開始。

#### 馬來西亞

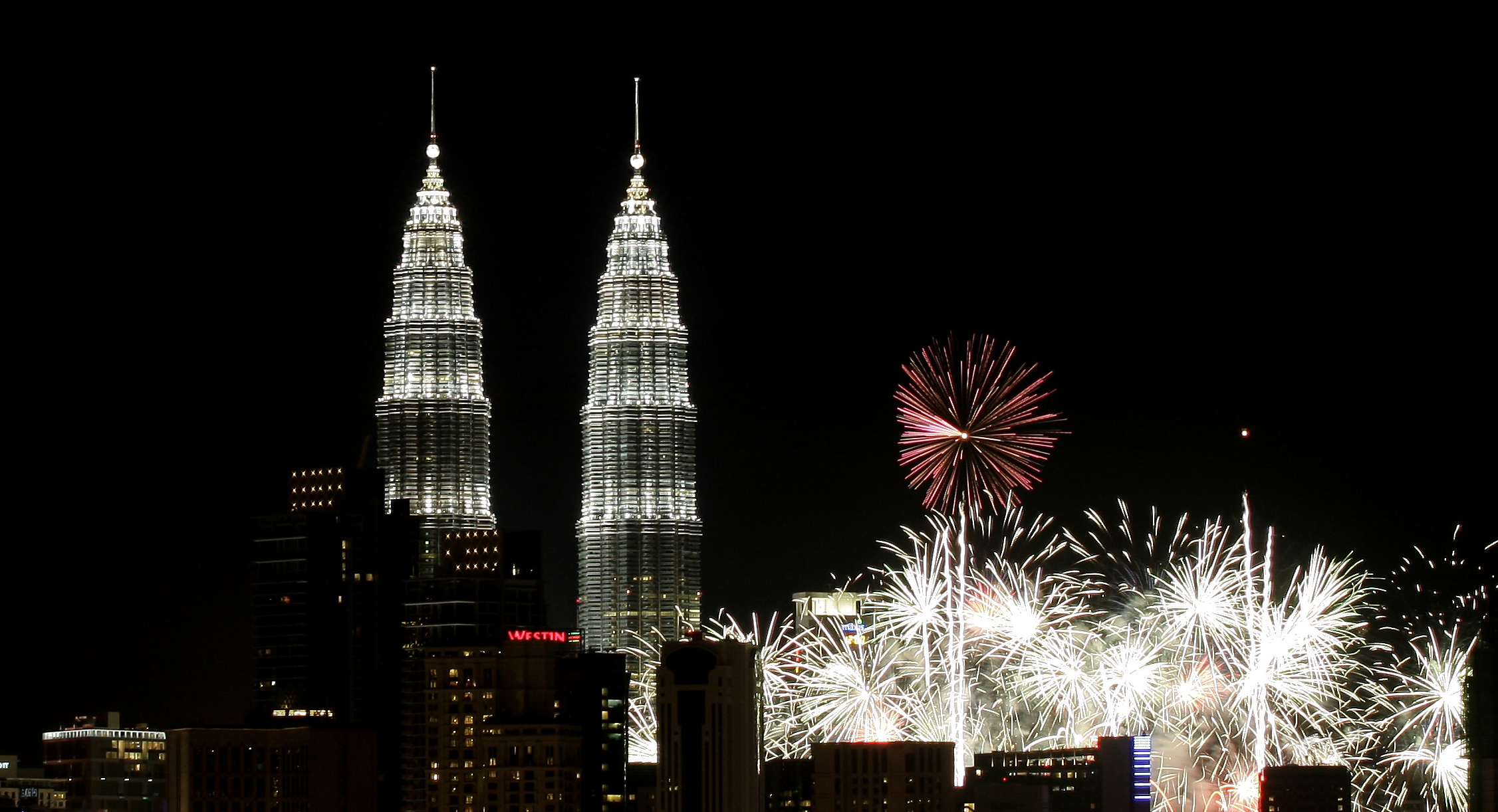
马来西亚首都吉隆坡的跨年烟花

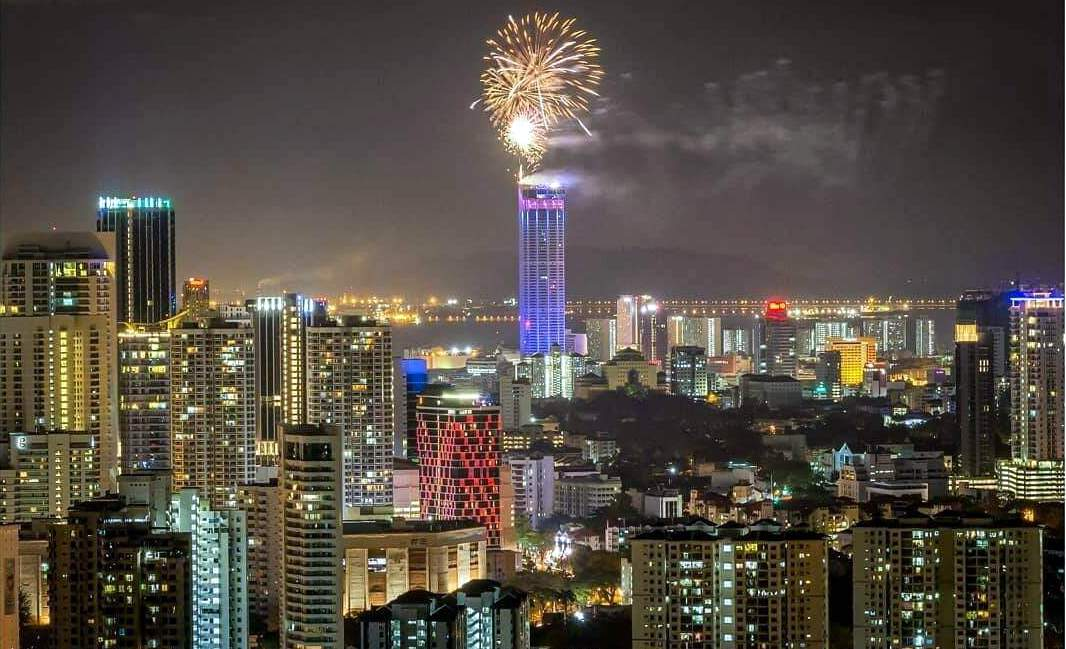
2018年槟城乔治市的跨年烟花

马来西亚的跨年和各地跨年晚會的內容大同小異，會邀請著名歌手，當紅的藝人團體及藝人表演。而且部分電視台甚至會將跨年當天的晚間新聞提前播出，以全程轉播晚會現場實況。也会在午夜設有大型煙花匯演作為慶祝。
其中位于吉隆坡城中城的國油雙峰塔和独立广场的煙火表演更是被民众视为每一年的重要演出。其他国内主要城市如乔治市、古晋等也有举行许多大型跨年活动。

#### 泰国
整个泰国在除夕跨年期间有许多活动，湄南河沿岸地区自2016年起有盛大的烟花匯演，2018年在曼谷暹羅天地購物中心開幕後，跨年煙花活動由鄭王廟遷移到該商場岸邊慶祝元旦至今。 

#### 阿联酋
在阿拉伯聯合大公國的最大城市迪拜，新年燃放煙火活動施放範圍從朱美拉海灘(包括帆船酒店)、棕櫚群島到最高的哈利法塔。新年煙火匯演的經費在哈利法塔是世界上最昂貴的。

## 作为公众假期
在澳大利亚、阿根廷、巴西、墨西哥、希臘、新西蘭、菲律賓及委內瑞拉等國家，元旦前日（12月31日）被列為公眾假日。

### 引用
1. 1 2  . 教育部《重編國語辭典修訂本》. （原始内容存档于2023-03-27）. 從舊年歲末到新年歲初。《晉書·卷七二·郭璞傳》：「又去秋以來，沉雨跨年，雖為金家涉火之祥，然亦是刑獄充溢，怨歎之氣所致。」
2. 1 2  吴冬. . 资治文摘. 2016, (1): 21-22  [2024-01-02]. （原始内容存档于2024-01-02）.
3. ↑  關智英. . 慈濟大學東方語文學系  (编). . 東亞文亞第九輯. 2019: 33, 44. 1915年12月31日《順天時報》社論〈除夕誌感〉...1916年1月1日《順天時報》社論〈恭賀民國五年元旦〉
4. ↑  . 人民日报. 1962年1月1日: 3. 记者来到门头沟煤矿九龙工区，这里鞭炮齐鸣，锣鼓喧天。“1961年还没有结束，就奏起1962年的乐章，在大好形势鼓舞下，我们止不住高声歌唱！”这是工人们在除夕晚会上欢唱他们提前三十三天完成全年计划。...俱乐部、游艺室和大礼堂里，丰富多采的游艺活动吸引着更多的矿工和家属们。...除夕之夜，在首都剧场三楼大厅，北京人民艺术剧院一个新年联欢晚会正在进行。
5. ↑  . 人民日报. 1959年12月30日: 8. 除夕之夜，当你欢天喜地准备辞别1959年、迎接1960年的时刻，请你打开收音机吧。中央人民广播电台...将听到歌唱新年、歌颂党、歌颂总路线、大跃进、人民公社的诗歌、歌曲、民族器乐曲
6. ↑  河南省第一届戏曲观摩会演大会 (编). . . 1957: 127-134. 1956年12月31日，今日下午举行除夕晚会。到会的有1500多名戏曲工作者。会上首先由省文化局陈建平局长致祝词，接着进行了团拜。
7. ↑  . 山西政报 (太原: 山西省政府). 1965, (1). 一九六四年十二月三十一日晚,中共太原市委和太原市人民委員会联合組織太原市的先进生产者、先进工作者举行了迎接一九六五年除夕联欢晚会,庆祝一九六四年全市社会主义建設各項事业取得的巨大成就,滿怀信心地迎接展示更大胜利的一九六五年。
8. ↑  陆素洁（江苏省旅游事业管理局局长）. . 科技与经济画报. 1997, (2). 1997年,江苏节庆活动精彩纷呈,省旅游局共向海内外介绍了23个旅游年节庆活动。南朝四百八十寺,古代江苏寺庙之多、香火之盛可想可知,12月31日除夕之夜,南京的鸡鸣寺、无锡的开源寺、扬州的大明寺、镇江的金山寺、常州的天宁寺等都要举行隆重的听钟声活动。
9. ↑  吕中. . 中国青年报. 2013年12月6日: 7  [2024年1月2日]. （原始内容存档于2024年1月2日）.
10. ↑  . History Channel. 7 June 2019  [31 December 2019]. （原始内容存档于2020-01-28）.
11. ↑  Jeon, Hanna. . Good Housekeeping. 9 December 2019  [31 December 2019]. （原始内容存档于2019-12-31）.
12. ↑  . CBC News. 29 December 2017  [24 December 2018]. （原始内容存档于2020-07-19） （英语）.
13. ↑  . 中国青年报. 2020-12-25  [2020-12-25]. （原始内容存档于2021-10-23）.
14. ↑  時代廣場蘋果倒數 （页面存档备份，存于），香港時代廣場官方網站及香港電台會現場直播當晚盛況
15. ↑  . 香港經濟日報. 2020-12-04  [2020-12-26]. （原始内容存档于2020-12-31）.
16. ↑  . www.thestar.com.my.   [2018-01-01]. （原始内容存档于2018-01-01）.
17. ↑  . BorneoPost Online | Borneo , Malaysia, Sarawak Daily News. 2017-12-31  [2018-01-01]. （原始内容存档于2018-01-01） （美国英语）.

### 文獻
- Watch Night, Mikkelson, Barbara, Snopes.com, 2006年12月14日 （英文）
- Sydney leads New Year celebrations, Ireland On-Line, 2005年12月31日 （英文）
- World ushers in 2006 （页面存档备份，存于）, International Herald Tribune, 2006年1月1日 （英文）
- New Year's Eve in Times Square （页面存档备份，存于）, nyctourist.com, 2005年12月 （英文）
- com/hk/countdown-2005-2006.htm 除夕倒數: 香港元旦跨年倒數活動[永久]，香港旅遊館，2005年12月